# Переславцево
Переславцево — село в Борисоглебском районе Ярославской области России, входит в состав Высоковского сельского поселения.

## География
Расположено на берегу речки Ильма в 2 км на юго-восток от центра поселения села Высоково и в 30 км на запад от райцентра посёлка Борисоглебский.

## История
Церковь села Переславцева построена в 1820 году с четырьмя престолами: Святой Живоначальной Троицы, св. Архистратига Михаила, св. великомученика Георгия Победоносца и св. чудотворца Николая.
В конце XIX — начале XX село входило в состав Высоковской волости Угличского уезда Ярославской губернии.
С 1929 года село входило в состав Тюфеевского сельсовета Борисоглебского района, с 1954 года — в составе Щуровского сельсовета, с 1959 года — в составе Высоковского сельсовета, с 2005 года — в составе Высоковского сельского поселения.

## Население
| 1859 | 1914 | 2007 | 2010 |
| ---- | ---- | ---- | ---- |
| 207  | ↗243 | ↘35  | ↘33  |

### Известные жители
- Вениамин (1871—1932) — епископ, викарий Ярославской епархии (1921—1932).

## Достопримечательности
В селе расположена действующая Церковь Троицы Живоначальной (1820).